# Érika Olivera
Erika Alejandra Olivera de la Fuente (Quinta Normal, Santiago, 4 de enero de 1976) es una exatleta y política chilena especialista en maratón, que representó a dicho país en competiciones deportivas como los Juegos Panamericanos, Juegos Olímpicos y Campeonato Mundial de Atletismo. Luego de su retiro como atleta, estudió ingeniería en ejecución de administración de empresas e ingresó a la política, desempeñándose desde el 11 de marzo de 2018 como diputada de la República, por el distrito N.º 9 de la Región Metropolitana (periodo 2018-2022). 
Con cinco participaciones en Juegos Olímpicos, ocupa el segundo lugar entre los deportistas chilenos con más participaciones en el evento. Es la mujer que ha completado más maratones olímpicas en la historia, cinco, compitiendo en aquellas entre Atlanta 1996 y Río de Janeiro 2016, con la excepción de Pekín 2008, debido al nacimiento de una de sus hijas.

## Biografía
Nació en Quinta Normal, Santiago, el 4 de enero de 1976. Es hija de Leonor Celia del Carmen de la Fuente Aranda.
A los ocho años de edad se trasladó con su familia a la comuna de Puente Alto. Residió en la población popular Carol Urzúa.
Erika Olivera fue pareja de  Ricardo Opazo, su entrenador y 23 años mayor que ella. Actualmente está casada con Leslie Encina, también maratonista. Tiene cinco hijos, 4 mujeres y un hombre.
En 2016 Olivera denunció a su padrastro, pastor evangélico, por abusar sexualmente de ella durante su niñez por doce años.

### Trayectoria deportiva
Comenzó su carrera en el atletismo a los 11 años. Con 18 años consiguió sus primeros logros importantes, al quedarse con el oro en los 10 000 metros en el Campeonato Juvenil de Atletismo disputado en Mar del Plata, Argentina marcando 34:14,40, y con el bronce en los 3000 m. Ese mismo año disputó sus primeros Juegos Suramericanos en Valencia, Venezuela, quedándose con el primer lugar, tanto en los 5000 como en los 10 000 metros.
En 1995, en el Sudamericano Juvenil de Atletismo realizado en Santiago, consiguió el oro en los 3000 y 10 000 metros. Luego lo revalidó en el Panamericano Juvenil, quedándose con el oro en los 10 000 metros, mejorando su marca personal, dejándola en 34:43,10. Ese mismo año además, se quedó con la maratón de Buenos Aires, siendo su primer título en esta categoría, con un tiempo de 2h 45:02.
En 1996, y tras quedarse con el segundo lugar en su primer Campeonato Sudamericano de Cross Country en Asunción, Paraguay, donde corrió los 6 km; y obtener el oro en los 5000 metros en el Campeonato Iberoamericano de Atletismo desarrollado en Medellín, Colombia, disputó sus primeros Juegos Olímpicos en Atlanta 1996, donde terminó en el puesto 37.º en la maratón.
En 1997, sus mejores resultados los obtuvo en el Campeonato Sudamericano de Atletismo disputados en Mar del Plata, donde se quedó con la plata en los 5000 y los 10 000 metros planos. Además, se quedó también con el segundo lugar en los 6 kilómetros en el Campeonato Sudamericano de Cross Country en Comodoro Rivadavia.
En 1998 volvió a disputar los Juegos Suramericanos, ahora en Cuenca, Ecuador, donde se quedó con la plata en los 10 000 metros. Además, compitió en los 15 kilómetros en la famosa Carrera de San Silvestre en Sao Paulo, donde marcó 53:33, terminando en la cuarta posición.
En 1999 logró el principal título de su carrera, ser la campeona en los Juegos Panamericanos de Winnipeg 1999, al marcar 2:37:41 y quedarse con el oro en la maratón. Por este logro, ese año, el Círculo de Periodistas Deportivos de Chile la eligió como la «mejor deportista del año».
Al año siguiente, Olivera volvió a triunfar, esta vez en el Campeonato Iberoamericano de Atletismo de Río de Janeiro, marcando 33:39,16 en los 10 000 metros. Además, participó en sus segundos Juegos Olímpicos en Sídney 2000, donde terminó en el puesto 27.º en la maratón.
En 2003, y luego de un par de años de buenos resultados, volvió a subirse al podio en otros Juegos Panamericanos, esta vez en Santo Domingo 2003, donde salió tercera en la maratón.
En 2004 disputó sus terceros Juegos Olímpicos en Atenas 2004, donde terminó en el puesto 58.º.

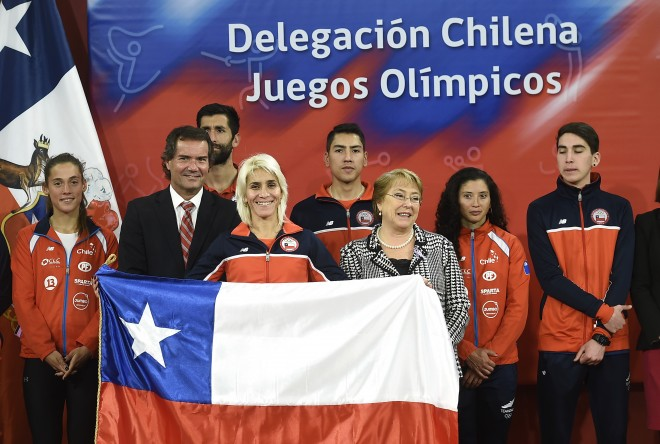
Olivera recibiendo la bandera de Chile de manos de la presidenta Michelle Bachelet para representar a Chile en los Juegos Olímpicos de Río de Janeiro 2016.

En 2007 se tuvo que retirar en los Juegos Panamericanos de Río de Janeiro, obtuvo el quinto lugar en los Juegos Panamericanos de Guadalajara 2011 y finalizó en el puesto 64.º en sus cuartos Juegos Olímpicos en Londres 2012.
En 2013, Olivera disputó por primera vez un Campeonato Mundial de Atletismo. Esta decisión la había tomado al preferir priorizar otras competiciones en los años anteriores. La disputó en Moscú 2013, pero tuvo que retirarse al completar el kilómetro 30.
En 2014 ocupó los puestos 6.º y 7.º en los 5000 y 10 000 metros, respectivamente, en los Juegos Suramericanos realizados en Santiago 2014. Ese mismo año, finalizó cuarta en una nueva maratón, esta vez en el Campeonato Sudamericano de Maratón realizado en Chile, donde marcó 2:36:08 con la mejor marca sudamericana del torneo.
En los recientes Juegos Panamericanos de Toronto 2015, Olivera finalizó en el undécimo lugar en la maratón, con un tiempo de 2:52:27.
La atleta clasificó a los Juegos Olímpicos en Río 2016. Érika finalizó en el puesto 105.º en la carrera disputada en Río de Janeiro, completando así 5 maratones olímpicas, más que ninguna otra corredora del mundo.
El 14 de agosto de 2016, una vez finalizada su participación en Río de Janeiro, Olivera anunció que se retirará del atletismo, declarando ese maratón olímpico como su última competencia como atleta profesional. Posteriormente, en enero de 2017, anunció en una conferencia de prensa que irá al Maratón de Santiago, aunque adelantó que no irá a competir, sino a disfrutar de su última carrera.

### Carrera política
Olivera es simpatizante de la coalición de derecha Chile Vamos. En 2015 Olivera manifestó su intención de continuar una carrera política luego de su retiro deportivo, teniendo interés de postular como candidata a la Cámara de Diputados de Chile y mostrándose cercana al partido Renovación Nacional (RN). Sin embargo, en junio de 2016 declaró que abandonaba dicha intención.
En marzo de 2017 asistió a la proclamación de la precandidatura presidencial de Sebastián Piñera. En agosto de ese año confirmó que sí sería candidata a diputada por el nuevo distrito N.º 9, conformado por las comunas de Quinta Normal, Cerro Navia, Renca, Lo Prado, Recoleta, Independencia, Huechuraba y Conchalí, representando a RN. En las elecciones parlamentarias de noviembre de 2017 fue elegida diputada con el 9,1 % correspondiente a 30 792 votos. Asumió el cargo el 11 de marzo de 2018.
Integra las Comisiones permanentes de Vivienda, Desarrollo Urbano y Bienes Nacionales; de Desarrollo Social, Superación de la Pobreza y Planificación; y de Deportes y Recreación.
Con fecha 9 de mayo de 2018, en reemplazo del diputado Leopoldo Pérez Lahsen, integra la Comisión Especial Investigadora de Eventuales irregularidades en la reducción artificial de listas de espera mediante la eliminación de pacientes desde el Repositorio Nacional de Listas de Espera, manipulación de estadísticas y omisión de registros (CEI 4). Asimismo, 17 de mayo del mismo año, forma parte de la Comisión Especial Investigadora de los Actos del Gobierno respecto al eventual fraude en la ANFP y los efectos que tuvo su reestructuración posterior en su relación con las organizaciones deportivas profesionales, entre el año 2015 y el día 4 de abril de 2018 (CEI2).
A partir del 11 de septiembre de 2018, reemplaza a la diputada Ximena Ossandón Irarrázabal en la Comisión de la Vivienda, Desarrollo Urbano y Bienes Nacionales.
El 15 de enero de 2019, pasa a integrar la Comisión Especial Investigadora de los actos de organismo del Estado, en relación con eventuales irregularidades en procesos de adopción e inscripción de menores, y control de su salida del país (CEI 18). Asimismo, el 6 de marzo del mismo año, forma parte de la Comisión Especial Investigadora de la actuación del Ministerio de Salud y demás organismos públicos competentes en relación con la crisis que afecta a Chile en el tratamiento del VIH/SIDA, desde el año 2010 hasta año 2018 (CEI 22).
Formó parte del Comité Parlamentario de RN. El 1 de octubre de 2022 anunció su renuncia a la bancada de RN para acercarse a un nuevo movimiento denominado Sentido Común, conformado por algunos exmilitantes del Partido Regionalista Independiente Demócrata (PRI). Finalmente Olivera se sumó al grupo parlamentario Centro Democrático Unido, compuesto por exmilitantes del Partido Demócrata Cristiano (PDC), el que a sus inicios se incorporó en su totalidad al partido en formación Demócratas.
Actualmente preside la comisión de Deportes de la Cámara de Diputadas y Diputados.

## Marcas personales
| Fecha                    | Distancia         | Lugar                  | Marca    |
| ------------------------ | ----------------- | ---------------------- | -------- |
| 11 de abril de 1997      | 1500 m            | Talca, Chile           | 4:25,61  |
| 1 de mayo de 1999        | 3000 m            | Santiago, Chile        | 9:21,73  |
| 20 de mayo de 2000       | 5000 m            | Río de Janeiro, Brasil | 15:51,45 |
| 30 de noviembre de 1996  | 10 000 m          | Concepción, Chile      |          |
| 10 de septiembre de 2000 | Media maratón     | Santiago, Chile        | 1h 11:54 |
| 18 de abril de 1999      | Maratón           | Róterdam, Holanda      | 2h 32:23 |
| 11 de mayo de 2002       | 3000 m obstáculos | Guatemala, Guatemala   | 10:48,75 |

## Plusmarcas nacionales
Olivera cuenta con diez marcas nacionales de atletismo a la fecha, siendo cuatro de ellos en categoría Adulto, por lo que es considerada cuádruple plusmarquista. Cuenta con marcas nacionales en los 5000 m, 10 000 m, Media maratón y en Maratón. Posee dos récords sudamericanos vigentes en categoría Sub-23 y dos en categoría Juvenil.
- Actualizado al 23 de julio de 2015.

| Prueba        | Marca         | Fecha                    | Lugar                    | Competición                                       |
| Adultos       | Adultos       | Adultos                  | Adultos                  | Adultos                                           |
| ------------- | ------------- | ------------------------ | ------------------------ | ------------------------------------------------- |
| 5000 m        | 15:51,45      | 20 de mayo de 2000       | Río de Janeiro, Brasil   | Campeonato Iberoamericano de Atletismo 2000       |
| 10 000 m      | 33:23,12      | 30 de noviembre de 1996  | Concepción, Chile        |                                                   |
| Media maratón | 1h 11:54      | 10 de septiembre de 2000 | Santiago, Chile          |                                                   |
| Maratón       | 2h 32:23      | 18 de abril de 1999      | Róterdam, Holanda        | Maratón de Róterdam 1999                          |
| Sub-23        |               |                          |                          |                                                   |
| 3000 m        | 9:21,78       | 4 de diciembre de 1996   | Santiago, Chile          |                                                   |
| 5000 m        | 15:52,27 (RS) | 6 de abril de 1997       | Mar del Plata, Argentina | Campeonato Sudamericano de Atletismo 1997         |
| 10 000 m      | 33:23,12 (RS) | 30 de noviembre de 1996  | Concepción, Chile        |                                                   |
| Juvenil       |               |                          |                          |                                                   |
| 3000 m        | 9:30,73       | 7 de septiembre de 1995  | Santiago, Chile          | Campeonato Sudamericano Juvenil de Atletismo 1995 |
| 5000 m        | 16:13,76 (RS) | 24 de marzo de 1995      | Mar del Plata, Argentina |                                                   |
| 10 000 m      | 34:13,57 (RS) | 13 de mayo de 1995       | Santiago, Chile          |                                                   |

## Historial electoral
| Año  | Tipo           | Territorio   | Pacto       | Partido | Votos  | %    | Resultado |
| ---- | -------------- | ------------ | ----------- | ------- | ------ | ---- | --------- |
| 2017 | Parlamentarias | 9.º distrito | Chile Vamos | Ind.-RN | 30 784 | 9.13 | Diputada  |
| 2021 | Parlamentarias | 9.º distrito | Chile Vamos | ILAA    | 13 803 | 4.14 | Diputada  |